# جشنواره بین‌المللی فیلم‌های مستقل بروکسل
جشنواره بین‌المللی فیلم‌های مستقل بروکسل (انگلیسی: Brussels International Independent Film Festival؛ فرانسوی: Le Festival International du Film Indépendant de Bruxelles‎) نام جشنواره‌ای است که به نمایش فیلم‌های مستقل اختصاص دارد و همه‌ساله در بروکسل پایتخت بلژیک برگزار می‌شود.
این جشنواره از سال ۱۹۷۴ میلادی آغاز به‌کار کرد و در ابتدا، تمرکزش بر فیلم‌های مستقل ۸ میلیمتری بود.